# Облучатель органного типа

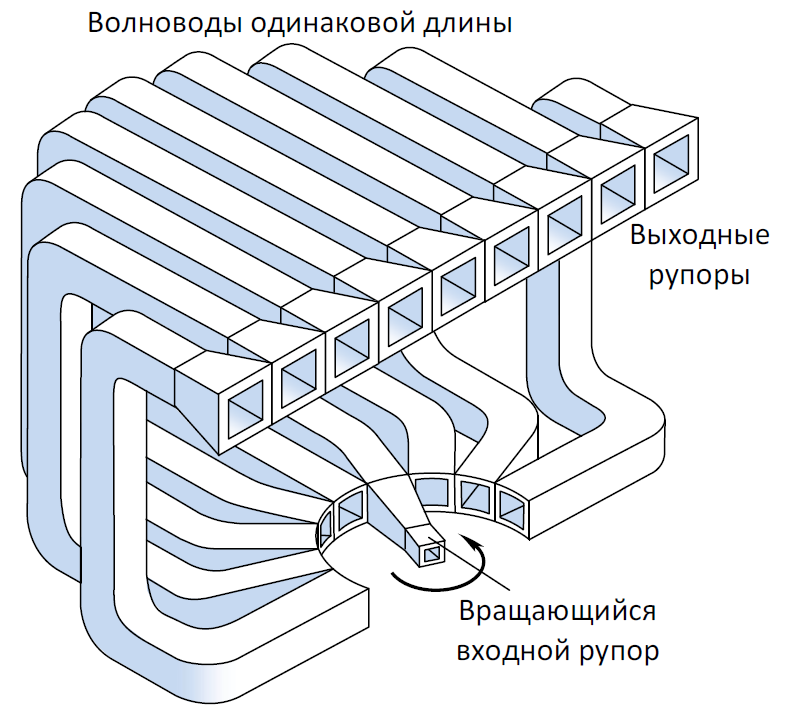
Облучатель органного типа

Облучатель органного типа (англ. Organ pipe horn) — тип рупорного облучателя, применяемый в сканирующих радарах. Благодаря специальной конструкции, облучатель позволяет осуществлять качание луча путём вращательного движения облучающей головки вместо технически более сложно реализуемого возвратно-поступательного движения, необходимого в облучателях традиционной конструкции. До появления фазированных антенных решёток широко применялся в трёхкоординатных радарах с качанием луча в вертикальной плоскости. Название облучателя объясняется наличием в его конструкции большого количества параллельных отрезков волноводов, имеющих сходство с трубами органа.

## Назначение
Одним из способов радиолокационного определения высоты (угла места) воздушной цели является применение радаров со сканирующим в вертикальной плоскости лучом. Перемещение луча в вертикальной плоскости можно реализовать путём качающихся движений самой антенны, либо путём перемещения головки облучателя относительно неподвижной антенны. Например, для параболической антенны перемещение облучателя по прямой линии, перпендикулярной оси антенны, вызывает отклонение луча относительно оси симметрии. Таким образом, простейшая конструкция сканирующего радара предполагает возвратно-поступательное движение облучателя.
Недостатком возвратно-поступательного движения облучателя является сложность его технической реализации. Значительно проще реализуется круговое движение облучателя, для которого необходима вращающаяся асимметричная насадка на конец волновода. Таким образом, задача создания сканирующего радара сводится к преобразованию вращательного движения облучателя в линейное перемещение источника излучения. Одним из методов решения этой задачи является облучатель органного типа.

## Конструкция
В наиболее часто используемом волноводном варианте этого устройства вращающийся рупорный облучатель возбуждает отрезки волноводов одинаковой длины, выходные концы которых расположены вдоль прямой линии. Таким образом, вращательное движение облучателя преобразуется в линейное перемещение источника электромагнитных волн, которые, попадая на параболический отражатель, вызывают отклонение луча радара относительно оси симметрии антенны. При необходимости выходные концы волноводов можно расположить иным образом, чтобы обеспечить оптимальный режим облучения антенн другой конструкции (например, расположение облучателей по дуге окружности для тороидально-параболического зеркала).

## Применение
Наиболее известным применением облучателя органного типа является его использование в корабельной РЛС AN/SPS-8B. В ранних моделях этого радара использовался облучатель Робинсона.